# Biserica Sfântul Emeric din Târgu Mureș
Biserica „Sfântul Emeric” din Târgu Mureș (în maghiară Szent Imre templom) este un lăcaș de cult romano-catolic care a fost construit în timpul comunismului în Cartierul Ady Endre din Târgu Mureș, după ce biserica franciscanilor cu același hram, Sfântul Emeric, fusese demolată pentru a face loc Teatrului Național din centrul orașului.
Oficiul parohial este situat pe strada Libertății nr. 103, iar biserica se găsește pe strada Milcovului nr. 5.

## Istoric
Edificiul religios a fost sfințit de către episcopul Áron Márton la 28 mai 1972, după ce clădirea cinematografului din zonă a fost transformată într-o biserică după proiectele Tibor Gyenes. Din vechea biserică au fost mutate vitraliile și obiectele de cult, între care statuia Sfântului Emeric.
Parohia numărul doi din Târgu Mureș a rămas până în anul 2006 în folosința franciscanilor.